# Onesia dispar
Onesia dispar este o specie de muște din genul Onesia, familia Calliphoridae. A fost descrisă pentru prima dată de Macquart în anul 1846. Conform Catalogue of Life specia Onesia dispar nu are subspecii cunoscute.